# Lotte Schöne

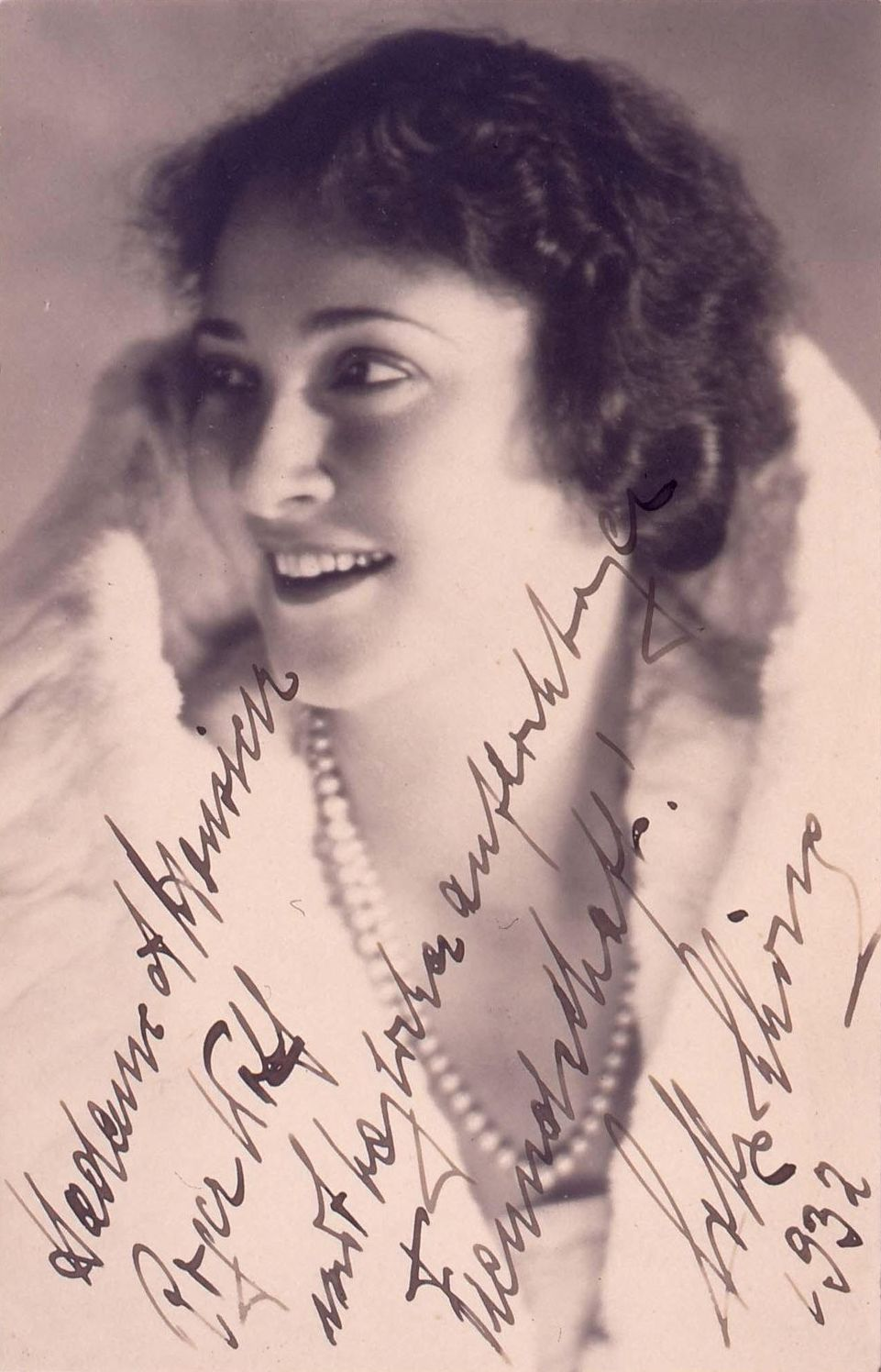
Lotte Schöne, Soprano austriaca (1932). Autor desconocido.

Lotte Schöne (Viena, 15 de diciembre de 1891 - Bobigny, 22 de diciembre de 1977) fue una soprano franco-austríaca.
Una de las preeminentes sopranos de la preguerra fue parte del equipo de cantantes de la Ópera de Viena y de la Ópera de Berlín donde cantó casi 500 representaciones respectivamente.
A menudo dirigida por Franz Schalk - en Viena - y posteriormente por  Bruno Walter - en Berlín - no tuvo que alejarse de esos dos centros culturales para obtener fama.
Actuó también en el Festival de Salzburgo, Francia, Holanda, Londres y Florencia.
Su repertorio abarcó papeles de soubrette y de soprano lírica como Adele, Gilda, Pamina, Madama Butterfly, Norina, Adina, Amina y otras.
Compartió muchos roles con Elisabeth Schumann y fue muy admirada como recitalista por el compositor Richard Strauss.

## Discografía de referencia
- The Art of Lotte Schöne - Recordings From 1924-1931
- Lotte Schoene - Mozart, Donizetti, Massenet, Verdi